# Speenvarken

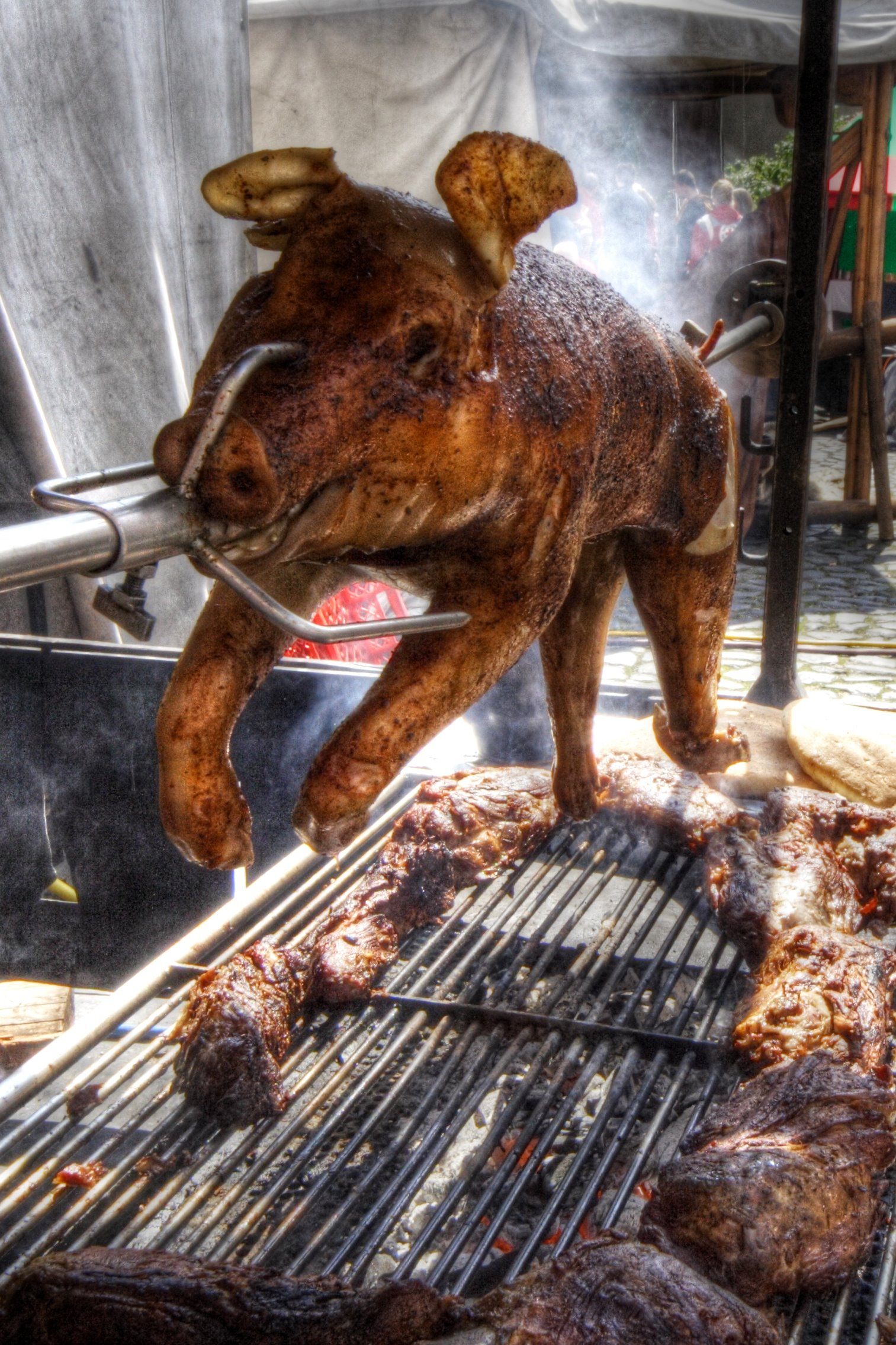
Een speenvarken aan het spit

Speenvarken is een vleesgerecht. Het wordt gemaakt van een varken dat tussen de twee en zes weken oud is als het wordt geslacht. Het is dan nog op de leeftijd dat het borstvoeding krijgt, vandaar de naam.
Het dier wordt meestal in z'n geheel gekookt, gebraden of gegrilld. Het vlees is zachter, witter dan van een volwassen varken en enigszins gelatine-achtig. Dit komt door het hoge gehalte aan collageen. De gebakken huid is knapperig.
In de keuken van het oude Rome en het oude China werd het speenvarken al bereid.

## Lechon

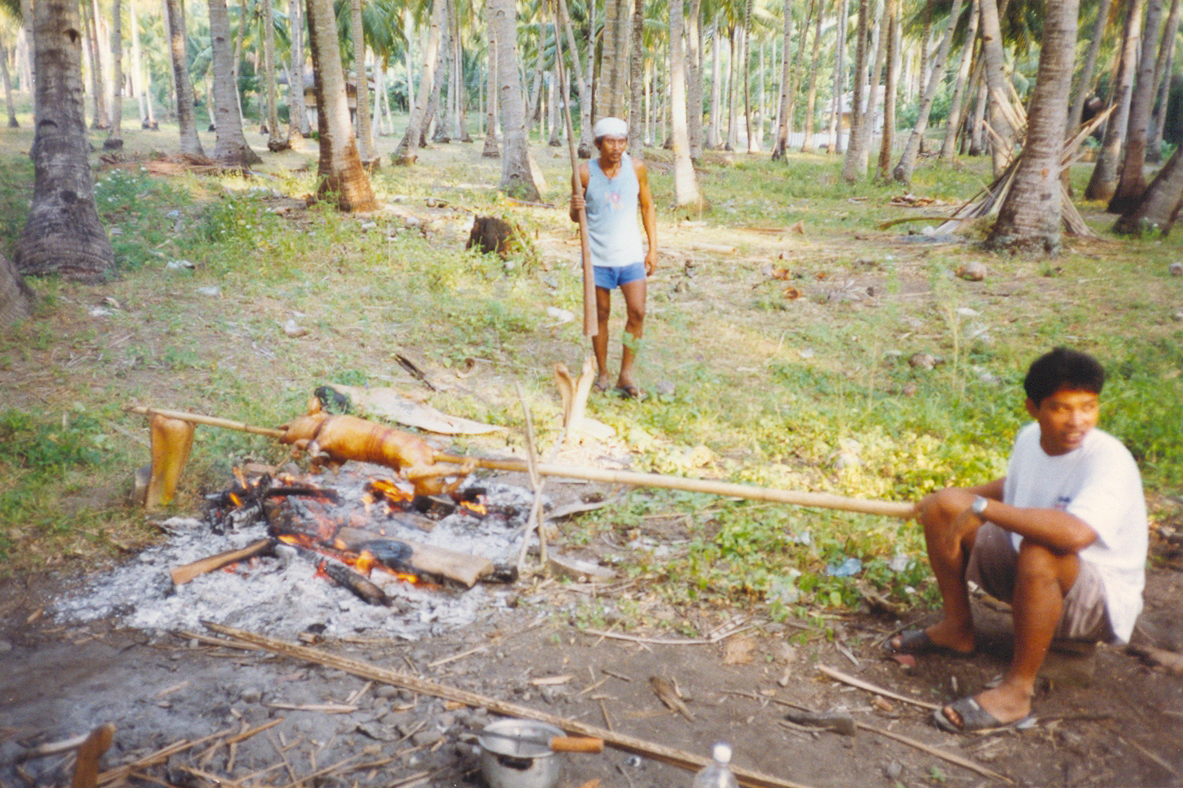
Het bereiden van lechon

In de Filipijnse keuken bestaat een variant die Lechon wordt genoemd. Lechon is een geroosterd varken of rund. Het is het nationale gerecht van de Filipijnen dat bij speciale gelegenheden, zoals de fiestas en in het vakantieseizoen, in zijn geheel op de barbecue wordt klaargemaakt. Lechon is van origine een Spaans gerecht en kan nog in vele andere Spaanssprekende landen worden teruggevonden. De naam is afgeleid van de woorden: leche (melk) en van de oorspronkelijke betekenis van lechon (speenvarken).